# Алтайський державний гуманітарно-педагогічний університет
Алтайський державний гуманітарно-педагогічний університет імені В. М. Шукшина (російською: Алтайский государственный гуманитарно-педагогический университет имени В. М. Шукшина) — державний навчальний заклад вищої професійної освіти, розташований в м. Бійськ Алтайського краю Російської Федерації.
Заснований у 1939 р. як учительський інститут, який у 1953 р. був перетворений в педагогічний інститут, а у 2000 р. — в університет. У 2001 р. цьому ВНЗ було присвоєно ім'я російського письменника, кінорежисера і актора В. М. Шукшина. У 2010 р. Бійський педагогічний державний університет імені В. М. Шукшина (російською: Бийский педагогический государственный университет имени В. М. Шукшина) став Алтайською державною академією освіти імені В. М. Шукшина (російською: Алтайская государственная академия образования имени В. М. Шукшина), отримавши сучасну назву у 2015 р..
До складу АДГПУ імені В. М. Шукшина входять три інститути:
- Інститут гуманітарної освіти;
- Інститут природничих наук і професійної освіти;
- Інститут педагогіки і психології.